# Hebius
Genre
Hebius est un genre de serpents de la famille des Natricidae. 

## Répartition
Les 41 espèces de ce genre se rencontrent en Asie du Sud-Est, en Asie de l'Est et en Asie du Sud.

## Liste des espèces
Selon The Reptile Database (1 avril 2015)
- Hebius andreae (Ziegler & Le Khac Quyet, 2006)
- Hebius arquus (David & Vogel, 2010)
- Hebius atemporale (Bourret, 1934)
- Hebius beddomei (Günther, 1864)
- Hebius bitaeniatum (Wall, 1925)
- Hebius boulengeri (Gressitt, 1937)
- Hebius celebicum (Peters & Doria, 1878)
- Hebius clerki (Wall, 1925)
- Hebius concelarum (Malnate, 1963)
- Hebius craspedogaster (Boulenger, 1899)
- Hebius deschauenseei (Taylor, 1934)
- Hebius flavifrons (Boulenger, 1887)
- Hebius frenatum (Dunn, 1923)
- Hebius groundwateri (Smith, 1922)
- Hebius inas (Laidlaw, 1901)
- Hebius ishigakiense (Malnate & Munsterman, 1960)
- Hebius johannis (Boulenger, 1908)
- Hebius kerinciense (David & Das, 2003)
- Hebius khasiense (Boulenger, 1890)
- Hebius leucomystax (David, Bain, Quang Truong, Orlov, Vogel, Ngoc Thanh & Ziegler, 2007)
- Hebius metusium (Inger, Zhao, Shaffer & Wu, 1990)
- Hebius miyajimae (Maki, 1931)
- Hebius modestum (Günther, 1875)
- Hebius monticola (Jerdon, 1853)
- Hebius nicobariense (Sclater, 1891)
- Hebius octolineatum (Boulenger, 1904)
- Hebius optatum (Hu & Zhao, 1966)
- Hebius parallelum (Boulenger, 1890)
- Hebius pealii (Sclater, 1891)
- Hebius petersii (Boulenger, 1893)
- Hebius popei (Schmidt, 1925)
- Hebius pryeri (Boulenger, 1887)
- Hebius sanguineum (Smedley, 1931)
- Hebius sarasinorum (Boulenger, 1896)
- Hebius sarawacense (Günther, 1872)
- Hebius sauteri (Boulenger, 1909)
- Hebius taronense (Smith, 1940)
- Hebius venningi (Wall, 1910)
- Hebius vibakari (Boie, 1826)
- Hebius viperinum (Schenkel, 1901)
- Hebius xenura (Wall, 1907)

## Publication originale
- Thompson, 1913 : Contributions to the Anatomy of the Ophidia.  Proceedings of the Zoological Society of London, vol. 1913, p. 414-426 (texte intégral).